# Kolarstwo na Igrzyskach Panamerykańskich 2019
Kolarstwo na Igrzyskach Panamerykańskich 2019 odbywało się w dniach 28 lipca – 11 sierpnia 2019 roku na pięciu obiektach w Limie. Dwustu pięćdziesięciu zawodników obojga płci rywalizowało łącznie w dwudziestu dwóch konkurencjach indywidualnych i drużynowych w czterech dyscyplinach.

## Podsumowanie

### Klasyfikacja medalowa
| Klasyfikacja medalowa | Klasyfikacja medalowa | Klasyfikacja medalowa | Klasyfikacja medalowa | Klasyfikacja medalowa | Klasyfikacja medalowa |
| Miejsce               | Państwo               | Złoto                 | Srebro                | Brąz                  | Razem                 |
| --------------------- | --------------------- | --------------------- | --------------------- | --------------------- | --------------------- |
| 1                     | Stany Zjednoczone     | 7                     | 1                     | 1                     | 9                     |
| 2                     | Kolumbia              | 4                     | 3                     | 5                     | 12                    |
| 3                     | Meksyk                | 3                     | 3                     | 4                     | 10                    |
| 4                     | Trynidad i Tobago     | 2                     | 3                     | 0                     | 5                     |
| 5                     | Kanada                | 1                     | 3                     | 1                     | 5                     |
| 6                     | Argentyna             | 1                     | 2                     | 3                     | 6                     |
| 7                     | Chile                 | 1                     | 1                     | 4                     | 6                     |
| 8                     | Kuba                  | 1                     | 1                     | 1                     | 3                     |
| 9                     | Wenezuela             | 1                     | 1                     | 1                     | 3                     |
| 10                    | Ekwador               | 1                     | 0                     | 0                     | 1                     |
| 11                    | Brazylia              | 0                     | 4                     | 2                     | 6                     |
| Razem                 | Razem                 | 22                    | 22                    | 22                    | 66                    |

### BMX
| Konkurencja | 1. miejsce     | 2. miejsce        | 3. miejsce        |           |
| Mężczyźni   | Mężczyźni      | Mężczyźni         | Mężczyźni         | Mężczyźni |
| ----------- | -------------- | ----------------- | ----------------- | --------- |
| Wyścig      | Alfredo Campo  | Anderson Ezequiel | Federico Villegas |           |
| Freestyle   | Daniel Dhers   | Jose Torres       | Justin Dowell     |           |
| Kobiety     |                |                   |                   |           |
| Wyścig      | Mariana Pajon  | Paola Reis        | Stefany Hernández |           |
| Freestyle   | Hannah Roberts | Macarena Perez    | Agustina Roth     |           |

### Kolarstwo górskie
| Konkurencja   | 1. miejsce        | 2. miejsce        | 3. miejsce       |           |
| Mężczyźni     | Mężczyźni         | Mężczyźni         | Mężczyźni        | Mężczyźni |
| ------------- | ----------------- | ----------------- | ---------------- | --------- |
| Cross-country | Gerardo Ulloa     | Henrique Avancini | Martín Vidaurre  |           |
| Kobiety       |                   |                   |                  |           |
| Cross-country | Daniela Campuzano | Sofia Gomez       | Jaqueline Mourão |           |

### Kolarstwo szosowe
| Konkurencja                | 1. miejsce             | 2. miejsce      | 3. miejsce             |           |
| Mężczyźni                  | Mężczyźni              | Mężczyźni       | Mężczyźni              | Mężczyźni |
| -------------------------- | ---------------------- | --------------- | ---------------------- | --------- |
| Wyścig ze startu wspólnego | Maximiliano Richeze    | Ignacio Prado   | Bryan Gomez            |           |
| Jazda indywidualna na czas | Daniel Felipe Martínez | Magno Do Prado  | José Rodríguez Aguilar |           |
| Kobiety                    |                        |                 |                        |           |
| Wyścig ze startu wspólnego | Arlenis Sierra         | Teniel Campbell | Lizbeth Salazar        |           |
| Jazda indywidualna na czas | Chloé Dygert           | Teniel Campbell | Laurie Jussaume        |           |

### Kolarstwo torowe
| Konkurencja                     | 1. miejsce                                                                          | 2. miejsce                                                                             | 3. miejsce                                                                        |           |
| Mężczyźni                       | Mężczyźni                                                                           | Mężczyźni                                                                              | Mężczyźni                                                                         | Mężczyźni |
| ------------------------------- | ----------------------------------------------------------------------------------- | -------------------------------------------------------------------------------------- | --------------------------------------------------------------------------------- | --------- |
| Drużynowy wyścig na dochodzenie | Stany Zjednoczone · John Croom · Gavin Hoover · Ashton Lambie · Adrian Hegyvary     | Kolumbia · Marvin Angarita · Bryan Gómez · Jordan Parra · Brayan Sanchez · Juan Arango | Chile · Antonio Cabrera · Luis José Rodríguez · Felipe Peñaloza · Pablo Seisdedos |           |
| Sprint                          | Nicholas Paul                                                                       | Njisane Phillip                                                                        | Kevin Quintero                                                                    |           |
| Sprint drużynowy                | Trynidad i Tobago · Nicholas Paul · Njisane Phillip · Keron Bramble                 | Kolumbia · Rubén Murillo · Kevin Quintero · Santiago Ramírez                           | Brazylia · Flávio Cipriano · Joao Da Silva · Kacio Fonseca                        |           |
| Keirin                          | Kevin Quintero                                                                      | Hersony Canelon                                                                        | Leandro Bottasso                                                                  |           |
| Omnium                          | Daniel Holloway                                                                     | Ignacio Prado                                                                          | Felipe Peñaloza                                                                   |           |
| Madison                         | Chile · Antonio Cabrera · Felipe Peñaloza                                           | Stany Zjednoczone · Gavin Hoover · Adrian Hegyvary                                     | Kolumbia · Brayan Sanchez · Juan Arango                                           |           |
| Kobiety                         |                                                                                     |                                                                                        |                                                                                   |           |
| Drużynowy wyścig na dochodzenie | Stany Zjednoczone · Lily Williams · Christina Birch · Kimberly Geist · Chloé Dygert | Kanada · Laurie Jussaume · Maggie Coles-Lyster · Miriam Brouwer · Erin Attwell         | Kolumbia · Jannie Salcedo · Lina Rojas · Jessica Parra · Lina Hernandez           |           |
| Sprint                          | Kelsey Mitchell                                                                     | Martha Bayona                                                                          | Luz Gaxiola                                                                       |           |
| Sprint drużynowy                | Meksyk · Luz Gaxiola · Jessica Salazar                                              | Kanada · Kelsey Mitchell · Ameila Walsh                                                | Kolumbia · Martha Bayona · Juliana Gaviria                                        |           |
| Keirin                          | Martha Bayona                                                                       | Lisandra Guerra Rodriguez                                                              | Yuli Verdugo                                                                      |           |
| Omnium                          | Jennifer Valente                                                                    | Lizbeth Salazar                                                                        | Arlenis Sierra                                                                    |           |
| Madison                         | Stany Zjednoczone · Christina Birch · Kimberly Geist                                | Kanada · Maggie Coles-Lyster · Miriam Brouwer                                          | Meksyk · Lizbeth Salazar · Jessica Bonilla                                        |           |